# Copa América
Copa América je glavno nogometno natjecanje država CONMEBOL-a. Održava se u razmacima od dvije godine, ali biva i iznimaka.

## Povijest
Copa América je najstarije nogometno kontinentalno natjecanje na svijetu. Prvi put je održano između 2. srpnja i 17. srpnja 1916., bivajući dijelom obilježavanja stote obljetnice argentinske nezavisnosti. 
CONMEBOL je utemeljen povodom ovog događaja, na argentinski Dan nezavisnosti, 9. srpnja. 
Ipak, valja napomenuti da je postojao još jedan turnir održan 1910. godine, s trima sudionicima, kojeg je osvojila Argentina. 
Turnir je prije bio poznat kao Campeonato Sudamericano de Selecciones (Južnoameričko prvenstvo), pod kojim je imenom bio do 1975., od kada nosi današnje ime. 

Od 1975. do 1983., nije bilo zemlje domaćina, nego se održavalo po načelu susreta kod kuće i uzvratnog susreta.
Od 1993., pozvalo se još dva sastava iz drugih federacija. Costa Rica je bila pozvana 1997., 2001., 2004., Katar 2019., Honduras 2001., Japan 1999., 2019., Meksiko 1993., 1995., 1997., 1999., 2001., 2004.), a SAD 1993., 1995. Za Copu Américu 2001. se pozvalo i Kanadu, no ona je 6. srpnja 2001. odustala iz sigurnosnih razloga.

## Najviše pobjeda
(stanje nakon prvenstva 2024.)
| Broj naslova | Država    | Prvenstvo |
| ------------ | --------- | --- |
| 16 puta      | Argentina | 19101, 1921., 1925., 1927., 1929., 1937., 1941., 1945., 1946., 1947., 1955., 1957., 1959., 1991., 1993., 2021., 2024. |
| 15 puta      | Urugvaj   | 1916., 1917., 1920., 1923., 1924., 1926., 1935., 1942., 1956., 1959., 1967., 1983., 1987., 1995., 2011.               |
| 9 putâ       | Brazil    | 1919., 1922., 1949., 1989., 1997., 1999., 2004., 2007., 2019.                                                         |
| 2 puta       | Paragvaj  | 1953., 1979. |
| 2 puta       | Peru      | 1939., 1975. |
| 2 puta       | Čile      | 2015., 2016. |
| 1 put        | Kolumbija | 2001. |
| 1 put        | Bolivija  | 1963. |

1 Neslužbeno prvenstvo, nepriznato od CONMEBOL-a

## Turniri Cope Américe
| 1910.(1) Opširnije | Argentina | Argentina | -----                | Urugvaj   | Čile                                                                            | -----                                                                           | (samo 3 natjecatelja)                                                           |
| 1916.(1) Opširnije | Argentina | Urugvaj   | -----                | Argentina | Brazil                                                                          | -----                                                                           | Čile                                                                            |
| 1917. Opširnije    | Urugvaj   | Urugvaj   | -----                | Argentina | Brazil                                                                          | -----                                                                           | Čile                                                                            |
| 1919. Opširnije    | Brazil    | Brazil    | 1:0 (pr.)            | Urugvaj   | Argentina                                                                       | -----                                                                           | Čile                                                                            |
| 1920. Opširnije    | Čile      | Urugvaj   | -----                | Argentina | Brazil                                                                          | -----                                                                           | Čile                                                                            |
| 1921. Opširnije    | Argentina | Argentina | -----                | Brazil    | Urugvaj                                                                         | -----                                                                           | Paragvaj                                                                        |
| 1922. Opširnije    | Brazil    | Brazil    | 3:0                  | Paragvaj  | Urugvaj                                                                         | -----                                                                           | Argentina                                                                       |
| 1923. Opširnije    | Urugvaj   | Urugvaj   | -----                | Argentina | Paragvaj                                                                        | -----                                                                           | Brazil                                                                          |
| 1924. Opširnije    | Urugvaj   | Urugvaj   | -----                | Argentina | Paragvaj                                                                        | -----                                                                           | Čile                                                                            |
| 1925. Opširnije    | Argentina | Argentina | -----                | Brazil    | Paragvaj                                                                        | (samo su trije momčadi sudjelovale)                                             | (samo su trije momčadi sudjelovale)                                             |
| 1926. Opširnije    | Čile      | Urugvaj   | -----                | Argentina | Čile                                                                            | -----                                                                           | Paragvaj                                                                        |
| 1927. Opširnije    | Peru      | Argentina | -----                | Urugvaj   | Peru                                                                            | -----                                                                           | Bolivija                                                                        |
| 1929. Opširnije    | Argentina | Argentina | -----                | Paragvaj  | Urugvaj                                                                         | -----                                                                           | Peru                                                                            |
| 1935.(*) Opširnije | Peru      | Urugvaj   | -----                | Argentina | Peru                                                                            | -----                                                                           | Čile                                                                            |
| 1937. Opširnije    | Argentina | Argentina | 2:0 (pr.)            | Brazil    | Urugvaj                                                                         | -----                                                                           | Paragvaj                                                                        |
| 1939. Opširnije    | Peru      | Peru      | -----                | Urugvaj   | Paragvaj                                                                        | -----                                                                           | Čile                                                                            |
| 1941.(*) Opširnije | Čile      | Argentina | -----                | Urugvaj   | Čile                                                                            | -----                                                                           | Peru                                                                            |
| 1942. Opširnije    | Urugvaj   | Urugvaj   | -----                | Argentina | Brazil                                                                          | -----                                                                           | Paragvaj                                                                        |
| 1945.(*) Opširnije | Čile      | Argentina | -----                | Brazil    | Čile                                                                            | -----                                                                           | Urugvaj                                                                         |
| 1946.(*) Opširnije | Argentina | Argentina | -----                | Brazil    | Paragvaj                                                                        | -----                                                                           | Urugvaj                                                                         |
| 1947. Opširnije    | Ekvador   | Argentina | -----                | Paragvaj  | Urugvaj                                                                         | -----                                                                           | Čile                                                                            |
| 1949. Opširnije    | Brazil    | Brazil    | 7:0                  | Paragvaj  | Peru                                                                            | -----                                                                           | Bolivija                                                                        |
| 1953. Opširnije    | Peru      | Paragvaj  | 3:2                  | Brazil    | Urugvaj                                                                         | -----                                                                           | Čile                                                                            |
| 1955. Opširnije    | Čile      | Argentina | -----                | Čile      | Peru                                                                            | -----                                                                           | Urugvaj                                                                         |
| 1956.(*) Opširnije | Urugvaj   | Urugvaj   | -----                | Čile      | Argentina                                                                       | -----                                                                           | Brazil                                                                          |
| 1957. Opširnije    | Peru      | Argentina | -----                | Brazil    | Urugvaj                                                                         | -----                                                                           | Peru                                                                            |
| 1959. Opširnije    | Argentina | Argentina | -----                | Brazil    | Paragvaj                                                                        | -----                                                                           | Peru                                                                            |
| 1959.(*) Opširnije | Ekvador   | Urugvaj   | -----                | Argentina | Brazil                                                                          | -----                                                                           | Ekvador                                                                         |
| 1963. Opširnije    | Bolivija  | Bolivija  | -----                | Paragvaj  | Argentina                                                                       | -----                                                                           | Brazil                                                                          |
| 1967. Opširnije    | Urugvaj   | Urugvaj   | -----                | Argentina | Čile                                                                            | -----                                                                           | Paragvaj                                                                        |
| 1975. Opširnije    | Peru      | Peru      | 0:1 2:0 1:0          | Kolumbija | Nije se igrala utakmica za 3. mjesto. Brazil i Urugvaj su podijelili 3. mjesto. | Nije se igrala utakmica za 3. mjesto. Brazil i Urugvaj su podijelili 3. mjesto. | Nije se igrala utakmica za 3. mjesto. Brazil i Urugvaj su podijelili 3. mjesto. |
| 1979. Opširnije    | -----     | Paragvaj  | 3:0 0:1 0:0 (pr.)    | Čile      | Nije se igrala utakmica za 3. mjesto. Peru i Brazil su podijelili 3. mjesto.    | Nije se igrala utakmica za 3. mjesto. Peru i Brazil su podijelili 3. mjesto.    | Nije se igrala utakmica za 3. mjesto. Peru i Brazil su podijelili 3. mjesto.    |
| 1983. Opširnije    | -----     | Urugvaj   | 2:0 1:1              | Brazil    | Nije se igrala utakmica za 3. mjesto. Paragvaj i Peru su podijelili 3. mjesto.  | Nije se igrala utakmica za 3. mjesto. Paragvaj i Peru su podijelili 3. mjesto.  | Nije se igrala utakmica za 3. mjesto. Paragvaj i Peru su podijelili 3. mjesto.  |
| 1987. Opširnije    | Argentina | Urugvaj   | 1:0                  | Čile      | Kolumbija                                                                       | 2:1                                                                             | Argentina                                                                       |
| 1989. Opširnije    | Brazil    | Brazil    | 1:0                  | Urugvaj   | Argentina                                                                       | -----                                                                           | Paragvaj                                                                        |
| 1991. Opširnije    | Čile      | Argentina | 3:2                  | Brazil    | Čile                                                                            | -----                                                                           | Kolumbija                                                                       |
| 1993. Opširnije    | Ekvador   | Argentina | 2:1                  | Meksiko   | Kolumbija                                                                       | 1:0                                                                             | Ekvador                                                                         |
| 1995. Opširnije    | Urugvaj   | Urugvaj   | 1:1 (5:3 pen.)       | Brazil    | Kolumbija                                                                       | 4:1                                                                             | SAD                                                                             |
| 1997. Opširnije    | Bolivija  | Brazil    | 3:1                  | Bolivija  | Meksiko                                                                         | 1:0                                                                             | Peru                                                                            |
| 1999. Opširnije    | Paragvaj  | Brazil    | 3:0                  | Urugvaj   | Meksiko                                                                         | 2:1                                                                             | Čile                                                                            |
| 2001. Opširnije    | Kolumbija | Kolumbija | 1:0                  | Meksiko   | Honduras                                                                        | 2:2 (5:4 pen.)                                                                  | Urugvaj                                                                         |
| 2004. Opširnije    | Peru      | Brazil    | 2:2 (4:2 pen.)       | Argentina | Urugvaj                                                                         | 2:1                                                                             | Kolumbija                                                                       |
| 2007. Opširnije    | Venezuela | Brazil    | 3:0                  | Argentina | Meksiko                                                                         | 3:0                                                                             | Urugvaj                                                                         |
| 2011. Opširnije    | Argentina | Urugvaj   | 3:0                  | Paragvaj  | Peru                                                                            | 4:1                                                                             | Venezuela                                                                       |
| 2015. Opširnije    | Čile      | Čile      | 0:0 (pr.) (4:1 pen.) | Argentina | Peru                                                                            | 2:0                                                                             | Paragvaj                                                                        |
| 2016. Opširnije    | SAD       | Čile      | 0:0 (pr.) (4:2 pen.) | Argentina | Kolumbija                                                                       | 1:0                                                                             | SAD                                                                             |
| 2019. Opširnije    | Brazil    | Brazil    | 3:1                  | Peru      | Argentina                                                                       | 2:1                                                                             | Čile                                                                            |
| 2021. Opširnije    | Brazil    | Argentina | 1:0                  | Brazil    | Kolumbija                                                                       | 3:2                                                                             | Peru                                                                            |
| 2024. Opširnije    | SAD       | Argentina | 1:0 (pr.)            | Kolumbija | Urugvaj                                                                         | 2:2 (4:3 pen.)                                                                  | Kanada                                                                          |

1 Nije se dodijelilo nikakav pokal na turniru 1916. godine. Po prvi put se to činilo na turniru 1917. godine. 

* Iako trofej nije dodijeljen pobjednicima, ova natjecanja su bila organizirana i smatra ih se službenima prema stavu CONMEBOL-a.

## Ukupna statistika
| Rang | Team      | S  | O   | P   | N  | I  | G+  | G−  | G+/− | Bod |
| ---- | --------- | -- | --- | --- | -- | -- | --- | --- | ---- | --- |
| 1.   | Argentina | 44 | 208 | 132 | 43 | 33 | 483 | 183 | +300 | 439 |
| 2.   | Urugvaj   | 46 | 212 | 115 | 40 | 57 | 421 | 226 | +195 | 385 |
| 3.   | Brazil    | 38 | 195 | 109 | 41 | 45 | 435 | 206 | +229 | 368 |
| 4.   | Čile      | 41 | 191 | 67  | 35 | 89 | 291 | 317 | −26  | 236 |
| 5.   | Paragvaj  | 39 | 180 | 64  | 43 | 73 | 267 | 311 | −44  | 235 |
| 6.   | Peru      | 34 | 164 | 58  | 40 | 66 | 230 | 258 | −28  | 214 |
| 7.   | Kolumbija | 24 | 130 | 53  | 26 | 51 | 154 | 194 | −40  | 185 |
| 8.   | Bolivija  | 29 | 122 | 20  | 26 | 76 | 109 | 308 | −199 | 86  |
| 9.   | Ekvador   | 30 | 130 | 17  | 28 | 85 | 139 | 331 | −192 | 79  |
| 10.  | Meksiko   | 11 | 51  | 20  | 14 | 17 | 67  | 63  | +4   | 74  |
| 11.  | Venezuela | 20 | 74  | 11  | 18 | 45 | 59  | 182 | −123 | 51  |
| 12.  | Kostarika | 6  | 20  | 6   | 4  | 10 | 19  | 35  | −16  | 22  |
| 13.  | SAD       | 5  | 21  | 6   | 2  | 13 | 21  | 32  | −11  | 20  |
| 14.  | Honduras  | 1  | 6   | 3   | 1  | 2  | 7   | 5   | +2   | 10  |
| 15.  | Panama    | 2  | 7   | 3   | 0  | 4  | 10  | 20  | −10  | 9   |
| 16.  | Kanada    | 1  | 6   | 1   | 3  | 2  | 4   | 7   | −3   | 6   |
| 17.  | Japan     | 2  | 6   | 0   | 3  | 3  | 6   | 15  | −9   | 3   |
| 18.  | Katar     | 1  | 3   | 0   | 1  | 2  | 2   | 5   | −3   | 1   |
| 19.  | Haiti     | 1  | 3   | 0   | 0  | 3  | 1   | 12  | −11  | 0   |
| 20.  | Jamajka   | 3  | 9   | 0   | 0  | 9  | 1   | 16  | −15  | 0   |